# جون كاتس
جون كاتس (بالإنجليزية: Jon Katz)‏ هو كاتب وصحفي أمريكي، ولد في 8 أغسطس 1947.

## وصلات خارجية
- الموقع الرسمي
- جون كاتس على موقع IMDb (الإنجليزية)
- جون كاتس على موقع قاعدة بيانات الفيلم (الإنجليزية)